# 2-Oksobutirat sintaza
2-Oksobutirat sintaza (EC 1.2.7.2, alfa-ketobutirat-feredoksinska oksidoreduktaza, 2-ketobutiratna sintaza, alfa-ketobutiratna sintaza, 2-oksobutirat-feredoksinska oksidoreduktaza, 2-oksobutanoat:feredoksin 2-oksidoreduktaza (KoA-propionilacija)) je enzim sa sistematskim imenom 2-oksobutanoat:feredoksin 2-oksidoreduktaza (KoA-propanoilacija). Ovaj enzim katalizuje sledeću hemijsku reakciju
2-oksobutanoat + KoA + 2 oksidovani feredoksin {\displaystyle \rightleftharpoons } propanoil-KoA + CO2 + 2 redukovani feredoksin + H+

## Literatura
- Nicholas C. Price; Lewis Stevens (1999). Fundamentals of Enzymology: The Cell and Molecular Biology of Catalytic Proteins (Third изд.). USA: Oxford University Press. ISBN 019850229X.
- Eric J. Toone (2006). Advances in Enzymology and Related Areas of Molecular Biology, Protein Evolution (Volume 75 изд.). Wiley-Interscience. ISBN 0471205036.
- Branden C; Tooze J. Introduction to Protein Structure. New York, NY: Garland Publishing. ISBN 0-8153-2305-0.
- Irwin H. Segel. Enzyme Kinetics: Behavior and Analysis of Rapid Equilibrium and Steady-State Enzyme Systems (Book 44 изд.). Wiley Classics Library. ISBN 0471303097.

## Spoljašnje veze
- 2-oxobutyrate+synthase на 